# Промышленный переулок (Ломоносов)
Промы́шленный переулок — переулок в городе Ломоносове Петродворцового района Санкт-Петербурга, в историческом районе Мартышкино. Проходит от Полевой улицы на северо-запад до Мартышкина ручья.
Название было присвоено 1 декабря 1967 года в связи с тем, что переулок расположен возле литейно-механического (на Литейной улице; не сохранился) и кирпичного завода (Заводская улица, 5а; ныне снесён). С кирпичным заводом связаны названия соседних Заводской улицы, Заводского, Карьерного и Кирпичного переулков и, возможно, улицы Труда.

## Перекрёстки
- Полевая улица
- Карьерный переулок